# M1 Garand
M1 Garand (uradni naziv: United States Rifle, Caliber .30, M1) je bila prva polavtomatska puška, ki jo je v uporabo sprejela vojska ZDA. Puško je leta 1932 razvil John C. Garnd in jo nato ponudil vojski ZDA, ki jo je leta 1936 sprejela kot standardno ameriško pehotno puško. Vojska ZDA je tako ob Rdeči armadi (AVS-36 Simonov) bila med prvimi na svetu, ki je začela uporabljati polavtomatske puške. Sprva je imela puška veliko otroških bolezni, te so do leta 1941, ko so ZDA vstopile v vojno, odpravili tako da je puška postala ena najboljših in najbolj zanesljivih orožij druge svetovne vojne.
Delovanje puške je temeljilo na principu odvoda smodniških plinov. Kaliber puške je znašal .30/7,62 mm, dolžina celotne puške pa 1.100 mm. Uporabljalo je standardno strelivo ameriške vojske 7,62x63 mm Springfield. Nabojišče, ki je bilo podobno kot na avstro-ogrski manliherci M.1885 se je polnilo s pločevinastim okvirjem z osmimi naboji. Okvir je po zadnjem izstreljenem naboju izvrglo iz nabojišča, kar je bila značilnost te puške. Hitrost krogle na ustju cevi je znašala 865 m/s, domet puške pa je bil dobrih 500 m. Zaradi močnega naboja in posledično močnejšega in težjega mehanizma je celotna teža puške znašala 4,3 kg kar se je nekaterim zdelo nekoliko preveč.
Puške je sprva serijsko proizvajala državna orožarna Spriengfield, pozneje pa se ji je pridružila še tovarna Winchester. Zaradi svojega polavtomatskega delovanja je proti sovražniku omogočala delovanje z večjo ognjeno močjo in sicer v razmerju 3:1 proti nasprotnikovim repetirkam. Bila je najboljša puška druge svetovne vojne in korejske vojne. Njena edina velika pomanjkljivost je bila majhna kapaciteta nabojišča. Dokončno so jo upokojili med letoma 1963 in 1966. Od leta 1936 pa do danes so izdelali okoli 5.4 milijonov kosov tega orožja, ki je zaznamovalo drugo svetovno vojno in svet pušk.

## Proizvodnja
Proizvajalci so bili:
- Springfield Armory
- Winchester
- Harrington & Richardson
- International Harvester
- Beretta
- Breda
- Springfield Armory, Inc. (civilna različica)

## Uporabniki
- Danska: V kalibrih .30-06 Springfield in 7,62×51 NATO.
- Združene države Amerike: V uporabi v glavnem v kalibru .30-06 Springfield. V 60. letih je Ameriška mornarica predelala del svojih Garandov na naboj 7,62×51 NATO[2]